# In Defiance of Existence
In Defiance of Existence (v překladu Navzdory existenci) je páté studiové album norské black metalové skupiny Old Man's Child z roku 2003. Bylo nahráno ve studiu Fredman hudebníka a producenta Fredrika Nordströma ve švédském Göteborgu.

## Seznam skladeb
1. "Felonies of the Christian Art" – 5:48
2. "Agony of Fallen Grace" – 4:28
3. "Black Seeds on Virgin Soil" – 4:57
4. "In Defiance of Existence" – 4:56
5. "Sacrifice of Vengeance" – 4:31
6. "The Soul Receiver" – 4:31
7. "In Quest of Enigmatic Dreams" – 0:52
8. "The Underworld Domains" – 4:48
9. "Life Deprived" – 4:49

## Sestava
- Galder – vokály, kytara, baskytara, syntezátor
- Jardar – kytara
- Nicholas Barker – bicí
- Gus G. – host. kytara